# East Otto
East Otto város az USA New York államában, Cattaraugus megyében. Lakosainak száma 974 fő (2020. április 1.).

## Népesség
A település népességének változása:

| 2010 | 1 062 |
| 2020 | 974   |